# 요안니스 리도스
요안니스 리도스(그리스어: Ἰωάννης Λαυρέντιος ὁ Λυδός; 라틴어: Ioannes Laurentius Lydus 요안네스 라우렌티우스 리두스[*])는 6세기 동로마 제국의 행정관 및 골동품 주제에 대한 저술가이다.

## 생애
요안니스 리도스는 그의 코그노멘 리두스(Lydus)에서 나타나듯이 서기 490년 리디아의 필라델피아에서 태어났다. 그는 이른 시절부터 콘스탄티노폴리스에서 입신양명하려 고향을 떠났고, 아나스타시우스 1세와 유스티니아누스 1세 시기 동방 대관구의 고위직들에 올랐다. 552년에, 그는 유스티아누스의 신임을 잃고 관직을 상실했다. 사망 시기는 알려져 있지 않지만, 유스티누스 2세 집권기(재위 565–578년) 초에는 살아 있을 것으로 본다.

## 저작
은퇴 기간에 그는 로마의 유물 및 풍습에 관한 글들을 쓰는데 몰두하였고, 그중에 세 개가 남아 있다:
1. De Ostentis (Gr. Περὶ Διοσημείων) - 점복에 대한 기원 및 경위
2. De Magistratibus reipublicae Romanae (Gr. Περὶ ἀρχῶν τῆς Ῥωμαίων πολιτείας) - 유스티니아누스 시기의 행정 사항들에 관련하여 매우 가치 있으며, Michael Maas는 이 저작이 550년으로 거슬러 올라간다고 하였다.[1]
3. De Mensibus (Gr. Περὶ τῶν μηνῶν) - 여러 이교도들의 매년 있는 축제들의 관한 역사.

이 서적들의 주요 가치는 저자가 유사한 주제에 대한 옛 로마 작가들의 서적들 (현재는 소실된)을 사용했다는 점이다. 리도스는 또한 유스티니아누스에게 황제를 찬미하는 글과 사산조 페르시아와의 전쟁에 관한 역사서를 작성하라는 의뢰를 받기도 했으며, 이 작품들은 일부 시 작품들과 더불어 소실된 상태이다.

## 참고 문헌
- 본 문서에는 현재 퍼블릭 도메인에 속한 브리태니커 백과사전 제11판의 내용을 기초로 작성된 내용이 포함되어 있습니다.